# Carl zu Castell-Castell

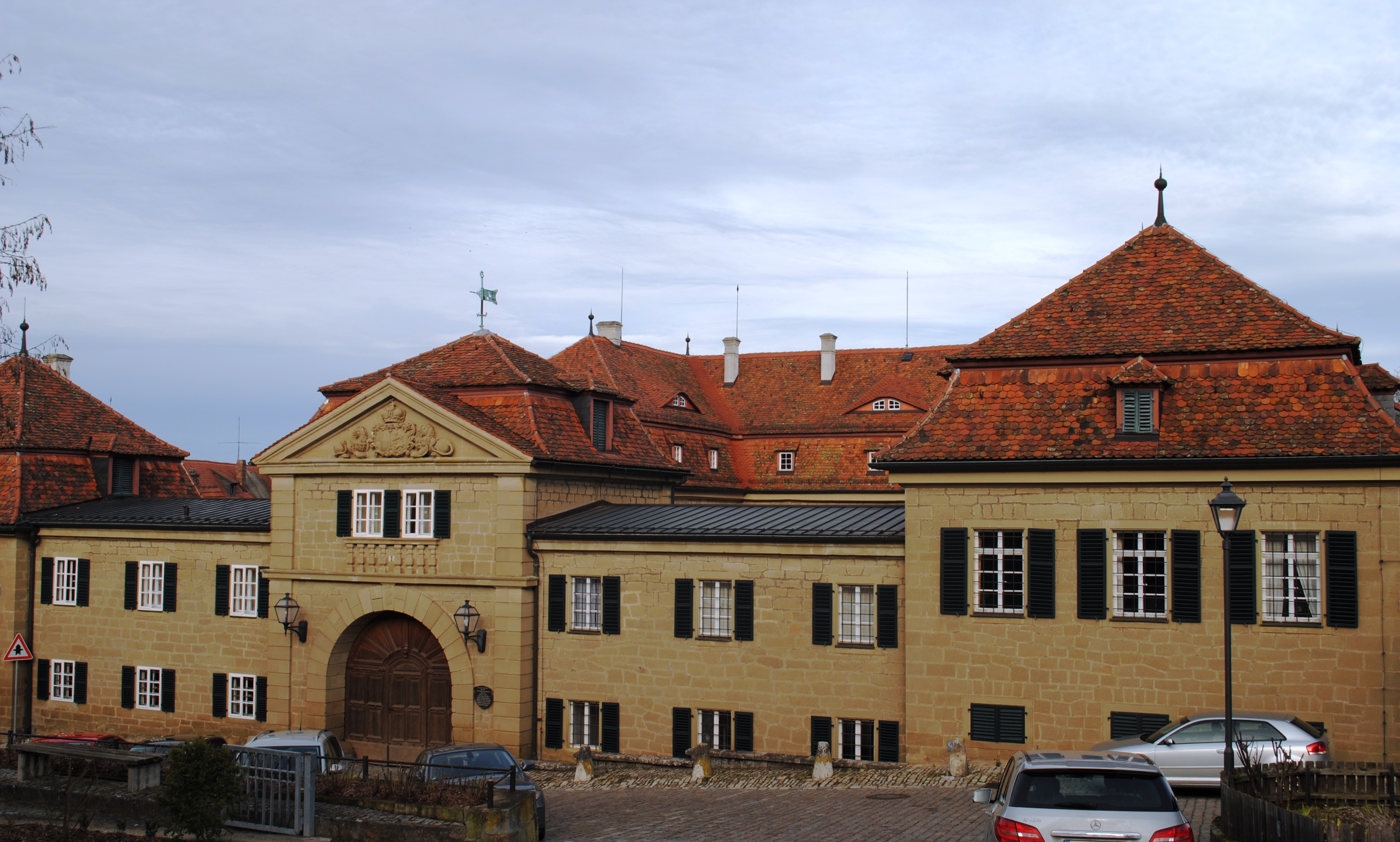
Schloss Castell

Carl Friedrich Fürst zu Castell-Castell (Castell, 8 mei 1897 − Ronov nad Doubravou, 10 mei 1945) was hoofd van de linie Castell-Castell en de 2e vorst van Castell-Castell.

## Biografie
Castell-Castell werd geboren als Graf zu Castell-Castell, lid van het geslacht Castell en als zoon van Friedrich Carl zu Castell-Castell (1864-1923), 1e vorst van Castell-Castell, en Gertrud Gräfin zu Stolberg-Wernigerode (1872-1924), lid van het Huis Stolberg. Hij was 1e luitenant en sneuvelde in Bohemen in Ronov nad Doubravou. Hij volgde in 1923 zijn vader op als hoofd van de linie Castell-Castell en vorst van Castell-Castell. Datzelfde jaar trouwde hij met Anna-Agnes Prinzessin zu Solms-Hohensolms-Lich (1899-1987).
Uit het huwelijk werden zes kinderen geboren, onder wie:
- Erfgraaf Philipp zu Castell-Castell (1924-1944), die sneuvelde als reserveluitenant in Polen
- Albrecht zu Castell-Castell (1925), 3e vorst van Castell-Castell

Na zijn overlijden volgde zijn zoon Albrecht zu Castell-Castell hem op als hoofd van de linie en Fürst zu Castell-Castell. (Formeel is hij volgens het Duitse naamrecht Graf zu Castell-Castell; volgens familietraditie wordt hij echter aangeduid als Fürst zu Castell-Castell.)
Hij en zijn familie bewoonden het stamslot van deze linie van het geslacht, Schloss Castell.